# Tin Machine II
Tin Machine II — второй и последний студийный альбом одноименного проекта Дэвида Боуи, был издан в 1991 году, на лейбле Victory Music.

## Производство
Группа возобновила работу после их тура 1989 года, записав несколько композиций в Австралии, прежде чем отдохнуть, тем временем Дэвид Боуи провел свой сольный тур Sound + Vision Tour и снялся в фильме «История с ограблением». Группа ушла с лейбла EMI, который отказался выпускать ещё один альбом коллектива. По словам Боуи, он был сыт по горло этим лейблом, пытающимся вынудить его в написать ещё один коммерческий блокбастер, наподобие альбома «Let's Dance».
Группа подписала контракт с лейблом Victory Music и написала ещё три трека в Лос-Анджелесе, с Хью Пэдхемом (продюсером альбома Боуи «Tonight» (1984)), подавшим идею песни «One Shot». Альбом был издан в сентябре 1991 года. Хант Сэйлс был солистом на двух композициях: «Stateside» и «Sorry».
Песня «Betty Wrong» появилась в фильме «Переход» (1990).

## Выпуск и влияние
Менее успешный, чем дебютный альбом, «Tin Machine II» смог добраться лишь до 23 строчки, в чартах Великобритании и 126 в США, соответственно. Альбом получил в целом плохие отзывы, после выхода, хотя синглы добились определенного успеха в хит парадах Соединенных Штатов: в чарте Modern Rock сингл «Baby Universal» достиг #21, а «One Shot» стал ещё более крупным хитом, достигнув #3. «Tin Machine II» до сих пор считается более спорным достижением, чем его предшественник, при этом многие считают композиции «Amlapura», «Baby Universal» и «Goodbye Mr. Ed» одними из лучших записей Боуи того времени, хотя некоторые песни, особенно с вокалом Ханта Сэйлса, рассматриваются как самые неудачные.
Для американского издания альбома, обложка подверглась цензуре, гениталии статуй Курос были заштрихованы.

## Неизданное
Несколько неизданных треков из сессий альбома «Tin Machine II», из-за утечки информации, стали достоянием общественности. Среди этих композиций были: «It’s Tough, but It’s Okay», который решили не включать в альбом, в последний момент («It’s Tough, but It’s Okay» имеет два варианта текста) и 2 инструментальные композиции под названием «Exodus» и «Rock Instrumental». Также среди них были блюзовые песни, предположительно кавер-версии.
Не вошедший в альбом материал из студийных сессий «Tin Machine II» содержал различные версии альбомных песен (например, инструментальные версии песен). Альтернативные версии композиций «Needles on the Beach» и «Hammerhead» были тоже записаны.

## Список композиций
1. «Baby Universal» (Дэвид Боуи, Ривз Гэбрелс) — 3:18
2. «One Shot» (Дэвид Боуи, Ривз Гэбрелс) — 5:11
3. «You Belong in Rock n' Roll» (Дэвид Боуи, Ривз Гэбрелс) — 4:07
4. «If There Is Something» (Брайан Ферри) — 4:45
5. «Amlapura» (Дэвид Боуи, Ривз Гэбрелс) — 3:46
6. «Betty Wrong» (Дэвид Боуи, Ривз Гэбрелс) — 3:48
7. «You Can’t Talk» (Дэвид Боуи, Ривз Гэбрелс) — 3:09
8. «Stateside» (Дэвид Боуи, Хант Сэйлс) — 5:38
9. «Shopping for Girls» (Дэвид Боуи, Ривз Гэбрелс) — 3:44
10. «A Big Hurt» (Дэвид Боуи) — 3:40
11. «Sorry» (Хант Сэйлс, Тони Сэйлс) — 3:29
12. «Goodbye Mr. Ed» (Дэвид Боуи, Хант Сэйлс, Тони Сэйлс) — 3:24
13. «Hammerhead» (Дэвид Боуи, Хант Сэйлс) — 0:57

«Hammerhead», короткий инструментальный трек, был не включен в список композиций. Более длинная вокальная версия была выпущена как сторона-Б для сингла «You Belong in Rock 'n' Roll».

## Участники записи

### Музыканты
- Дэвид Боуи: вокал, гитара, фортепиано, саксофон
- Ривз Гэбрелс: соло-гитара, орган, бэк-вокал
- Хант Сэйлс: ударные, перкуссия, вокал
- Тони Сэйлс: бас, бэк-вокал
- Кевин Армстронг[англ.]: ритм-гитара на «If There Is Something», фортепиано на «Shopping for Girls»
- Тим Палмер[англ.]: перкуссия, дополнительное фортепиано

## Хит-парады

### Альбом
| Год  | Хит-парад              | Высшая позиция |
| ---- | ---------------------- | -------------- |
| 1991 | Norwegian Albums Chart | 14             |